# 休·珀西·威尔金斯
休·珀西·威尔金斯（英語：Hugh Percy Wilkins，1896年12月4日—1960年1月23日）是一位于出生于威尔士的工程师及业余天文学家。

## 生平
1896年12月4日，他出生在卡马森，父亲名叫休·珀西瓦尔·威尔金斯，他在那里接受了早期教育。在迁到英格兰前，先居住在附近的拉内利。第一次世界大战期间，曾在皇家陆军部队服役。
威尔金斯的职业是一名机械工程师和公务员，但因其对天文学，特别是月面学的研究而声名鹊起，1918年入选英国皇家天文学会，并从1946年至1956年出任月球部主任。
他曾绘制了一幅100英寸的月球地图，里面包含了许多新的特征名称。1948年他提请国际天文学联合会采纳22个新命名，但由于这些特征大都较小，或位于月盘边缘且都已被指定了字母，因而，被国际天文学联合会拒绝。
1951年，他发表了一幅直径300英寸的月面图，被一些人视为是太空时代来临前月面学艺术的巅峰之作。然而，该月图布满了密密麻麻的细节，其中一些为虚构的，不太具有实用价值。1952年和1955年他又二次向国际天文学联合会提出命名请求而再遭拒绝，但他在1926年地图中所命名的古达克陨石坑和米环形山却被接受采用。
他还发表过一些普及天文知识的书籍，其中包括两部与帕特里克·穆尔爵士合撰的著作。最出名的是他所创作的里面含月面图的《月球》一书。
多年来，威尔金斯博士定期在克雷福德庄园举办天文学夜校，并继续使用他所绘制的300英寸月面图。
威尔金斯于1960年1月23日去世，而他在1959年12月31日才刚退休。

## 纪念
月球上的威尔金斯环形山就是以他的名字命名的。